# Hapoel Tel-Aviv FC
Hapoel Tel Aviv (ivrit:    מועדון הכדורגל הפועל תל אביב  , Moadon HaKaduregel Hapoel Tel Aviv) izraelski je nogometni klub iz Tel Aviva, jedan od najpoznatijih izraelskih klubova. U svojoj povijesti osvojili su 13 naslova prvaka i 11 nacionalnih kupova.
Navijači Hapoela nazivaju se "crveni vragovi" Izraela, te su politički povezani sa socijalistima i najvećom državnom trgovačkom unijom Histadrut. Politički su lijevo nastrojeni.

## Povijest
Klub je osnovan 1923., no, ubrzo se raspao. Opet su ga oformili 1925., pa onda 1926., nakon čega je neprekinuto djeluje kao nogometni klub. 1927. udružili su se s "Alenbi FC". 1928. osvojili su svoj prvi trofej - nacionalni kup.  Od 1934. do 1936. osvojili su 3 uzastopna naslova prvaka, dok su u državi nastupali i Britanci. Još dva naslova (sumnjiva) osvojili su 1943. i 1945.
Nakon što je Izrael postao neovisna država, 1948., Hapoel Tel Aviv je naslov prvaka čekao do 1957. A nakon toga tek 1966. Prvo azijsko klupsko prvenstvo osvojili su 1967. nakon pobjede nad malezijskim Selengurom (2:1). 
70-ih godina klub nije osvojio niti jedan trofej, dok ih je sljedeće desetljeće bilo 4. 1989. zbog problema oko rukovođenja klubom, izbačeni su u drugu ligu. Vratili su se već sljedeće godine, do čekali do 1999. da osvoje neki trofej (kup). Zanimljiv događaj zbio se 2. svibnja 1998. Prvenstvo je ispred Hapoela osvojio Beitar Jeruzalem, nakon što je klub iz Jeruzalema u predzadnjoj utakmici prvenstva, kasnije nazvanoj "Mischak Hasrochim", sumnjivo pobijedio protivničku momčad. Za vrijeme kornera za Beitar, suparnički igrači počeli su vezati vezice na kopačkama, te zbog "nepažnje" primili gol. 
2000. klub je osvojio i kup i prvenstvo. 2001. došli su do četvrt-finala Kupa UEFA, gdje ih je porazio talijanski Milan (0:1 u Milanu, 0:2 kod kuće). Na putu do najboljih 8 klub je pobijedio Lokomotiv iz Moskve, Chelsea i Parmu.
U 21. stoljeću Hapoel bilježi vrlo dobre rezultate u nacionalnom prvenstvu, te je poznat i u europskim natjecanjima.

## Trofej
- Ligat ha'AlIzraelsko nogometno prvenstvo

1934., 1935., 1936., 1938., 1940., 1943., 1957., 1966., 1969., 1981., 1986., 1988., 2000., 2010.
- Izraelski nogometni kup

1928., 1934., 1937., 1938., 1939., 1960., 1972., 1983., 1999., 2000., 2006., 2007., 2010.
- izraelski superkup: 1981.
- izraelski nogometni liga-kup (Toto kup): 2002.

## Poznati igrači
- Moshe Sinai
- Yeshayau Feigenboim
- Rifat Turk
- Pini Balili
- Shimon Gershon
- Ben Sahar
- Milan Osterc
- Sebastjan Cimirotič
- John Paintsil
- Gábor Halmai
- Istvan Pisont

## Vanjske poveznice
- Official site
- Red Fans
- Ultras Hapoel
- Shedim - Forum